# Nakajima Kikka
Nakajima Kikka (中島 橘花 "quất hoa") là một loại máy bay chiến đấu trang bị động cơ phản lực đầu tiên của Nhật Bản. Nó được phát triển vào cuối Chiến tranh thế giới thứ hai. Mẫu thử đầu tiên chỉ bay được 1 lần duy nhất trước khi chiến tranh kết thúc. Nó cũng được gọi là Kōkoku Nigō Heiki (皇国二号兵器 (Hoàng quốc nhị hiệu binh khí) "Vũ khí đế quốc số.2").

## Thiết kế và phát triển
Sau khi tùy viên quân sự Nhật ở Đức chứng kiến các cuộc thử nghiệm loại máy bay phản lực Messerschmitt Me 262 vào năm 1944, Hải quân Đế quốc Nhật Bản đã yêu cầu hãng Nakajima phát triển một loại máy bay tương tự nhằm sử dụng vào vai trò máy bay ném bom nhanh. Trong số các chỉ tiêu kỹ thuật cho việc thiết kế có các yêu cầu như máy bay có thể được chế tạo với số lượng lớn bằng những công nhân không có tay nghề cao, cánh có thể gập lại được. Với cánh có thể gập lại được giúp máy bay có thể được giấu trong các hang động và hầm ngầm trên khắp Nhật Bản do hải quân Nhật đã bắt đầu chuẩn bị để phòng thủ các hòn đảo. Kỹ sư thiết kế của Nakajima là Ohno Kazuo và Matsumura Kenichi đã đệ trình một loại máy bay có bề ngoài rất giống với Me 262.
Kikka (tên định danh thường gọi là Nakajima J9Y, theo một người phụ trách Bảo tàng Hàng không và Không gian Quốc gia thì tên gọi này không chính xác) được thiết kế ở dạng sơ bộ để sử dụng động cơ thermojet Tsu-11, một kiểu động cơ phản lực thô sơ ban đầu. Các thiết kế tiếp sau theo kế hoạch sẽ sử dụng động cơ phản lực luồng ly tâm Ne-10 (TR-10) và Ne-12, có thêm một máy nén khí dọc trục 4 tầng phía trước của Ne-10. Các thử nghiệm động cơ cho thấy động cơ không tạo đủ công suất cần thiết để đẩy máy bay, do đó đề án bị tạm thời đình trệ. Sau đó dự án lại được tiếp tục nhờ vào một loại động cơ phản lực luồng dọc trụ mới dựa trên động cơ BMW 003 của Đức.

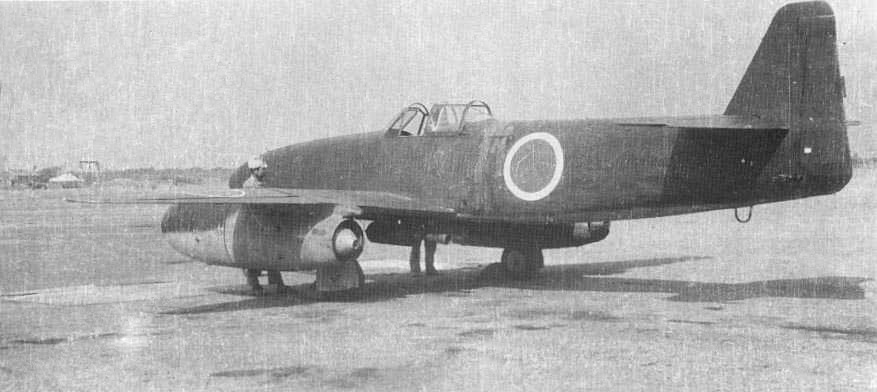
Nakajima Kikka, trang bị các rocket RATO để cất cánh.

Động cơ mới khi phát triển đã gặp một số phiền phức, nó chủ yếu được thiết kế dựa trên hình ảnh và bản vẽ giản lược, nhưng cuối cùng một sản phẩm hoàn chỉnh cũng được Nhật chế tạo, đó là động cơ Ishikawajima Ne-20. Mùa hè 1945, đề án Kikka lại tiến triển một lần nữa và ở lần này, đề án phản ánh tình hình xấu đi của cuộc chiến tranh đang đến hồi kết, Hải quân Nhật có thể sẽ xem xét sử dụng Kikka vào vai trò kamikaze dù rằng lúc đó đề án có vấn đề về chi phí cao và kỹ thuật phức tạp liên quan tới động cơ phản lực. Đồng tời, các đề án kinh tế hơn và đặc biệt thích hợp cho nhiệm vụ kamikaze như Nakajima Tōka (được thiết kế để sử dụng những động cơ lỗi thời của Nhật), Kawanishi Baika trang bị động cơ xung phản lực và Yokosuka Ohka nổi tiếng, đã và đang được sản xuất hàng loạt.
So với Me 262, khung thân của Kikka nhỏ hơn và có thiết kế truyền thống hơn, có cánh (chứ không phải cánh xuôi sau) và cánh đuôi thẳng. Bộ phận hạ cánh chính của Kikka được lấy từ A6M Zero và bánh mũi lấy từ bánh đuôi của loại máy bay ném bom Yokosuka P1Y.

## Lịch sử hoạt động
Mẫu thử đầu tiên bắt đầu được đem ra thử nghiệm mặt đất tại nhà máy Nakajima vào ngày 30/6/1945. Tháng 7 nó được dỡ ra và chuyển giao tới Sân bay Hải quân Kisarazu, tại đây nó được lắp ráp lại và chuyển bị cho thử nghiệm bay. Chuyến bay đầu tiên đã diễn ra vào ngày 7 tháng 8 năm 1945, do thiếu tá hải quân Susumu Takaoka điều khiển. Máy bay thực hiện tốt chuyến bay thử nghiệm kéo dài 20 phút, sự lo ngại chính đã là chiều dài đường băng chạy cất cánh. Đối với chuyến bay thử nghiệm thứ hai, diễn ra sau đó 4 ngày, các rocket phản lực hỗ trợ cất cánh (RATO) đã được trang bị cho máy bay. Vì sự căn chỉnh của chúng đã bị tính sai, tuy nhiên phi công do nhầm lẫn lại tin rằng RATO không hoạt động và do đó tắt động cơ chính để hủy bỏ việc cất cánh. Vì thiết máy bay không cất cánh và bị hư hại khi nó chạy đến cuối đường băng. Trước khi nó có thể được sửa chữa thì Nhật Bản đã đầu hàng và chiến tranh kết thúc.

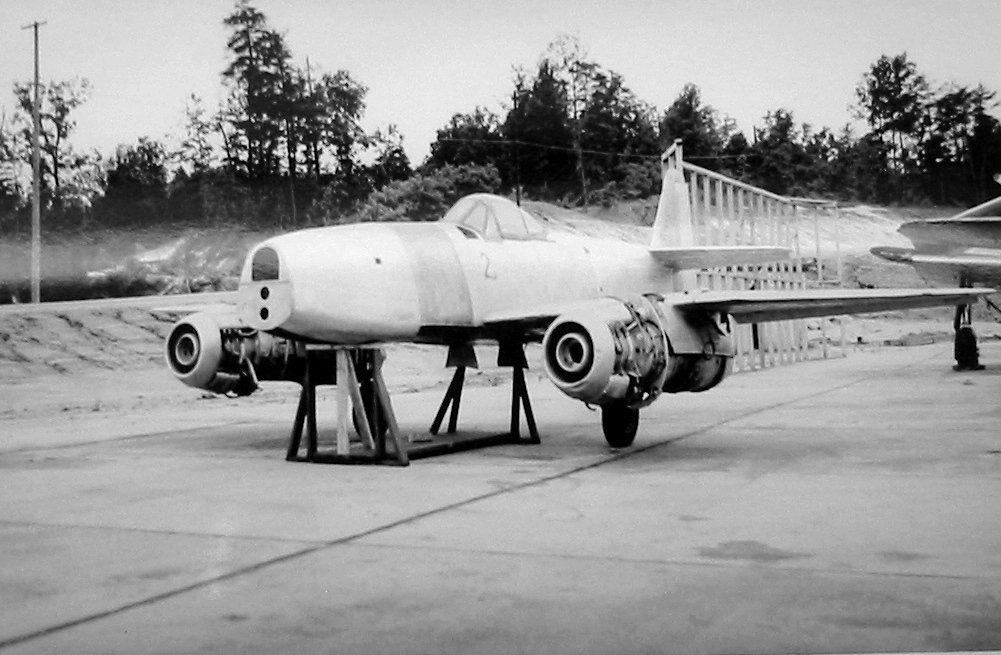
Một chiếc Kikka tại Căn cứ Không quân Hải quân Patuxent River, Maryland, 1946

Vào thời điểm đó, mẫu thử thứ 2 đã gần hoàn thành, khoảng 18 đebé 25 khung thân khác cũng được chế tạo. Một trong số đó là máy bay huấn luyện 2 chỗ. Các phiên bản khác được đề xuất gồm có trinh sát và tiêm kích, phiên bản tiêm kích trang bị 2 khẩu pháo Type 5 mỗi khẩu 50 viên đạn. Những phiên bản kể trên dự kiến sẽ trang bị nhưng phiên bản tiên tiến hơn của Ne-20 được gọi là Ne-20-Kai hay Ne-120, có lực đẩy lớn hơn 20% tới 30% so với Ne-20.

### Sau chiến tranh
Sau chiến tranh, một Kikka được đưa tới Hoa Kỳ để phân tích, nó được gửi tới Căn cứ Không quân Hải quân Patuxent River, Maryland. Hiện giờ nó được đặt trong Bảo tàng Hàng không và Không quân Quốc gia Hoa Kỳ. Chiếc máy bay này chưa được hoàn thành và nó có thể được chắp vá từ nhiều khung thân chưa hoàn thành.
2 động cơ phản lực Ne-20 cũng được đưa tới Mỹ và được gửi đi phân tích tại Tập đoàn Chrysler vào năm 1946. Điều này chỉ được W.I. Chapman tiết lộ vào năm 2005, ông là người phụ trách dự án vào thời điểm đó. Một động cơ được lắp ráp từ các bộ phận của 2 chiếc Ne-20 và được thử nghiệm trong 11 giờ và 46 phút. Một báo cáo vào ngày 7/4/1947 có tiêu đề "Động cơ phản lực turbo NE-20 của Nhật Bản. Cấu tạo và hiệu suất". Tài liệu này hiện đang được trưng bày tại Bảo tàng Khoa học Quốc gia Tokyo.

## Biến thể
Công ty máy bay Nakajima đã phát triển một số biến thể của Kikka:
Ngoài ra cũng có một phiên bản sửa đổi của thiết kế để có thể được phóng đi từ một máy phóng dài 200 m có tên là "Nakajima Kikka-kai Mẫu thử cường kích đặc biệt trang bị động cơ phản lực". Điều khác biệt là phiên bản này có tổng trọng lượng dự kiến là 4.080 kg và tốc độ tối đa đạt 687 km/h trên độ cao 6.000 m.

## Quốc gia sử dụng
Nhật Bản
- Hải quân Đế quốc Nhật Bản (dự kiến)

## Tính năng kỹ chiến thuật

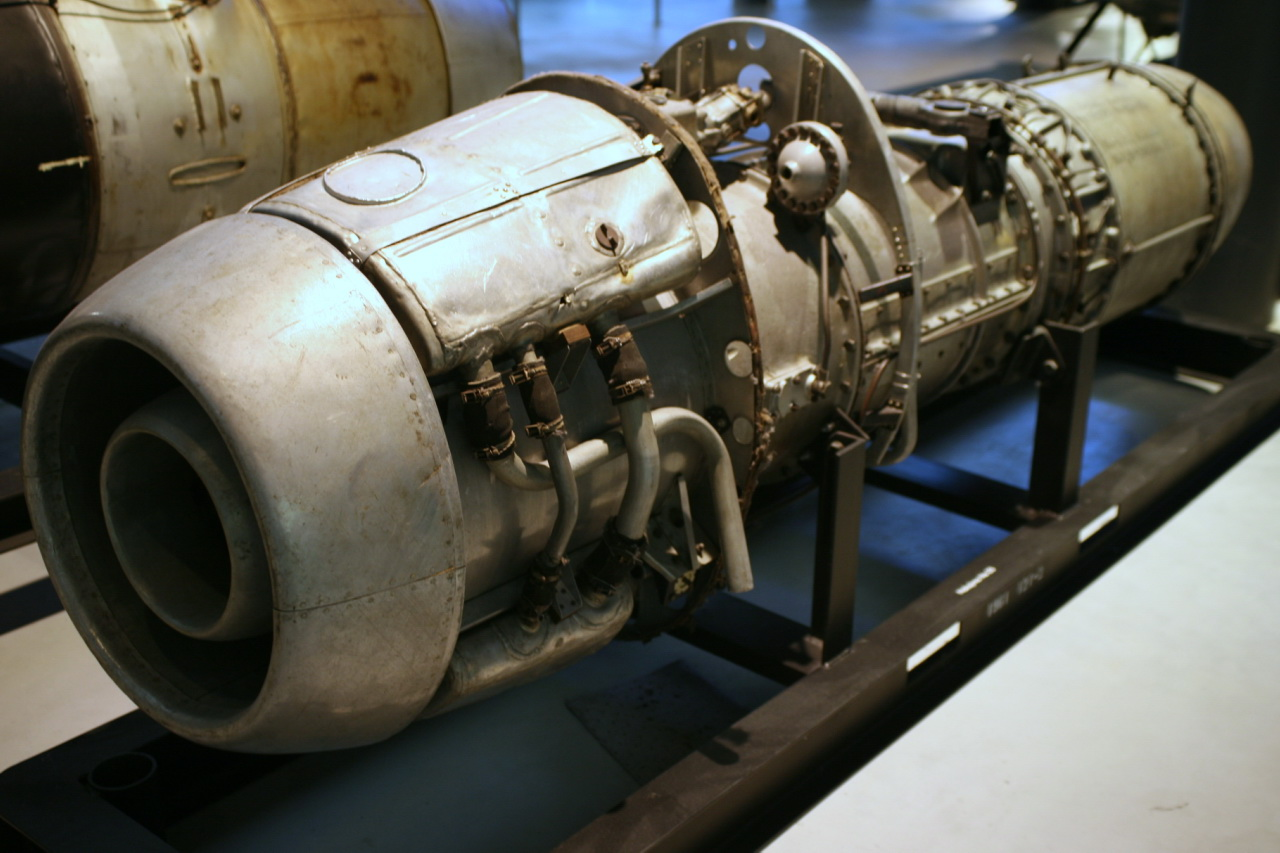
Động cơ Ne-20 lấy từ mẫu thử Kikka thứ hai được trưng bày tại Trung tâm Steven F. Udvar-Hazy ở Chantilly, Virginia.

### Đặc điểm riêng
- Tổ lái: 1
- Chiều dài: 8.13 m (26 ft 8 in)
- Sải cánh: 10.00 m (32 ft 10 in)
- Chiều cao: 2.95 m (9' 9")
- Diện tích cánh: 13.2 m² (142 ft²)
- Trọng lượng rỗng: 2,300 kg (5,071 lb)
- Trọng lượng cất cánh: 3,507 kg (7,716 lb)
- Trọng lượng cất cánh tối đa: 4,088 kg (8,995 lb)
- Động cơ: 2 động cơ phản lực Ishikawajima Ne-20, lực đẩy 4.66 kN (475 kgf) mỗi chiếc

### Hiệu suất bay
- Vận tốc cực đại: 695 km/h (433 mph)
- Tầm bay: 937 km (586 mi)
- Trần bay: 12,303 m (39,370 ft)
- Vận tốc lên cao: 387 m/phút (1,237 ft/phút)

### Vũ khí
- 4 pháo 20 mm Ho-5
- Bom: 1 × 250 kg (551 lb), 500 kg (1,102 lb), hoặc 1,000 kg (2,205 lb)

### Máy bay có cùng sự phát triển
- Nakajima Ki-201

### Máy bay có tính năng tương tự
- Bell P-59 Airacomet
- Gloster E.28/39
- Gloster Meteor
- Heinkel He 280
- Messerschmitt Me 262
- Sukhoi Su-9

### Danh sách khác
- Danh sách máy bay trong Chiến tranh Thế giới II
- Danh sách máy bay phản lực trong Chiến tranh Thế giới II
- Danh sách máy bay của Nhật Bản, Chiến tranh Thế giới II